# Matteo Bertolazzi
Matteo Bertolazzi (Parma, 11 gennaio 1979 – Parma, 16 settembre 2013) è stato un cestista italiano.

## Carriera
Ha disputato 2 partite in Serie A con la Virtus Bologna e 98 in Legadue tra Casalpusterlengo, Vigevano e Pistoia. Proprio con Pistoia ha vinto la Serie B d'Eccellenza 2006-2007.
È morto prematuramente all'età di 34 anni a causa della leucemia.